# Edward Acquah
Edward Acquah (Costa de Oro británica; 23 de julio de 1935 – Takoradi, Ghana; 5 de octubre de 2011) fue un futbolista de Ghana que jugó en la posición de delantero.

## Carrera

### Club
| Periodo   | Club                |
| --------- | ------------------- |
| 1956-1962 | Sekondi Eleven Wise |
| 1962-1965 | Real Republicans    |

### Selección nacional
Jugó para Ghana en 41 ocasiones de 1956 a 1964 y anotó 45 goles, participó en los Juegos Olímpicos de Tokio 1964 y ganó la copa Africana de Naciones 1963.

## Logros

### Club
- Ghana Premier League: 1961, 1963
- Ghana FA Cup: 1963, 1964, 1965

### Selección nacional
- AFCON: 1963
- Copa Nkrumah: 1959, 1960, 1963[5]
- Torneo Independencia Ugandesa: 1962[6]